# 카롤루스 (마인츠 대주교)
아키텐의 샤를(Charles of Aquitaine) 또는 샤를 다퀴텐(Charles d'Aquitaine, 820년/830년 - 863년 또는 864년 7월 4일)은 카롤링거 왕조 출신 아키텐의 왕자이자 아키텐의 왕위 요구자였다. 피핀 1세와 그의 부인 인고베르그(Engelberga) 또는 린군다(Ringarde)의 아들이었다. 생애 후반 독일에서 활동했으므로 카를 폰 아키타니아(Karl von Aquitanian)로도 부른다.
849년 5월 이복 삼촌 서프랑크 왕국의 대머리 카를에게 납치되어 강제로 수도사가 되었다. 이후 서프랑크를 탈출, 동프랑크로 가 마인츠의 대주교가 되었다.

## 생애
샤를은 피핀 1세와 그의 부인 인고베르그(Engelberga) 또는 린군다(Ringarde)의 아들로, 경건왕 루트비히 1세의 손자가 된다. 외할아버지는 마드리네 백작 테오도리히로 그의 딸인 인고베르그인지 다른 딸인 린군다인지는 정확하지 않다.
생년은 정확하지 않아 820년생, 825년생, 830년생 설 등이 있다. 아버지인 피핀 1세가 죽자 그는 큰아버지인 로타르 1세의 영지인 이탈리아에서 848년 6월 6일경까지 보호받고 있었다. 그러나 849년 5월 이탈리아에 침범한 대머리왕 카를 2세의 자객인 마인 백작 비비안(Vivian)에 의해 납치, 프랑스 데콘의 생 마르틴 수도원에 보내져 강제로 머리깎이고 수도사가 되었다가 곧 부제(가톨릭 성직자)가 되었다. 그러나 곧 탈출에 성공하였고 형 피핀 2세의 재집권을 도왔다.
그러나 그는 자객의 피습으로 오른쪽 턱 아래와 머리에 상처를 입고 종종 간질 발작을 보이기도 했다.
854년 형제인 피핀 2세가 카를 2세와 싸울 때 극적으로 탈출에 성공, 이복 삼촌 카를 2세에 대한 반란을 일으킨 뒤 독일인 루트비히가 다스리는 동프랑크로 건너갔다. 한때 그는 형 피핀 2세가 인망을 잃자 아키텐의 왕위를 주장하기도 했다. 856년 3월 8일 그는 마인츠 성당의 대주교가 되었다. 857년 샤를은 마인츠 성당에서 동프랑크 왕국의 성직자를 소집하여, 총회를 개최하기도 했다. 863년 혹은 864년 7월 4일에 동프랑크 왕국 마인츠에서 사망하였다. 시신은 마인츠의 성 알바누스 수도원(Abbaye Saint-Alban devant Mayence)에 안치되었다.

## 같이 보기
- 아키텐의 피핀 2세
- 아키텐의 피핀 1세
- 루트비히 1세
- 루트비히 2세

## 추가 문헌
- Theodor Schieffer: Karl von Aquitanien. In: Neue Deutsche Biographie (NDB). Band 11, Duncker & Humblot, Berlin 1977, ISBN 3-428-00192-3, S. 238 f.
- Theodor Schieffer: Karl von Aquitanien, Der Weg eines karolingischen Prinzen auf den Stuhl des heiligen Bonifatius. In: Ludwig Lenhart (Hrsg.): Universitas, Festschrift für Bischof Albert Stohr, II, 1960.